# 佩奇·布克斯
佩奇·麦迪逊·布克斯（英語：/ˈbɛkərz/ BEH-kərz，2001年10月20日—），美国职业篮球运动员，效力于WNBA的達拉斯羽翼队，大学时期效力于大东联盟的康涅狄格大学哈士奇女子篮球队。
布克斯高中效力于明尼苏达州明尼湯卡的霍普金斯高中校队，期间获得全美多个高中球员奖。在康涅狄格大学校队的第一个赛季，布克斯成为首位提名全美年度最佳女子球员的大一新生，帮助球队杀入NCAA联赛四强。大二赛季大部分时间及大三赛季全程因膝盖受伤缺阵，但也帮助小队夺得2022年NCAA甲级联赛冠军。大三赛季，布克斯以红衣球员身份再度率领校队杀入NCAA联赛四强，最终在大四赛季夺得生涯首个全国冠军，获得韦德奖。在康涅狄格大学效力期间，布克斯三次全票入选NCAA最佳阵容，也创下校队史上最高的场均得分（19.9分）。
布克斯代表美国参加青年篮球比赛，赢得三面金牌，其中一面来自2019年U19世界盃女子籃球賽，个人则评为赛事的最有价值球员。她还代表美国国家三对三女子篮球队参加2018年夏季青年奧林匹克運動會，赢得3x3籃球项目金牌。2019年，布克斯获得美国年度最佳篮球女运动员。

## 职业生涯

### WNBA

#### 達拉斯羽翼（2025–）
2025年WNBA选秀，布克斯被達拉斯羽翼状元签选中。
2025年5月2日，在对阵拉斯維加斯王牌队的季前赛中，布克斯首次代表达拉斯出场，取得10分、1助攻及4篮板，为达拉斯78比112不敌对手。
2025年5月16日，首次参加主场常规赛，对阵家乡的明尼蘇達山貓队，开场一分钟取得生涯首个投篮命中。比赛全场10投3中得10分、篮板7次、助攻2次。同日，她家乡霍普金斯镇临时更名为佩奇布克斯镇，以鼓励她的表现。

### Unrivaled
2025年4月13日，ESPN报道布克斯加盟三对三篮球联盟Unrivaled，合同期三年。据报该联盟合同给她列出的第一年薪酬，比她在WNBA四年新人合同列明薪酬要高。